# منتخب الولايات المتحدة لهوكي الجليد للناشئين
منتخب الولايات المتحدة لهوكي الجليد للناشئين (بالإنجليزية: United States men's national junior ice hockey team)‏ هو ممثل الولايات المتحدة الرسمي في المنافسات الدولية في هوكي الجليد للناشئين
.